# Graphomya luteiventris
Graphomya luteiventris är en tvåvingeart som först beskrevs av Malloch 1925.  Graphomya luteiventris ingår i släktet Graphomya och familjen husflugor. Inga underarter finns listade i Catalogue of Life.